# Sibuluan Nauli
Sibuluan Nauli is een bestuurslaag in het regentschap Tapanuli Tengah van de provincie Noord-Sumatra, Indonesië. Sibuluan Nauli telt 3095 inwoners (volkstelling 2010).